# باليه وينيبيغ الملكي
باليه وينيبيغ الملكي هي واحدة من الشركات الرائدة في عالم الرقص. مقرها في وينيبيغ، مانيتوبا، هي أقدم شركة باليه في كندا وأطول شركة باليه مشغله في أمريكا الشمالية.

## تاريخها

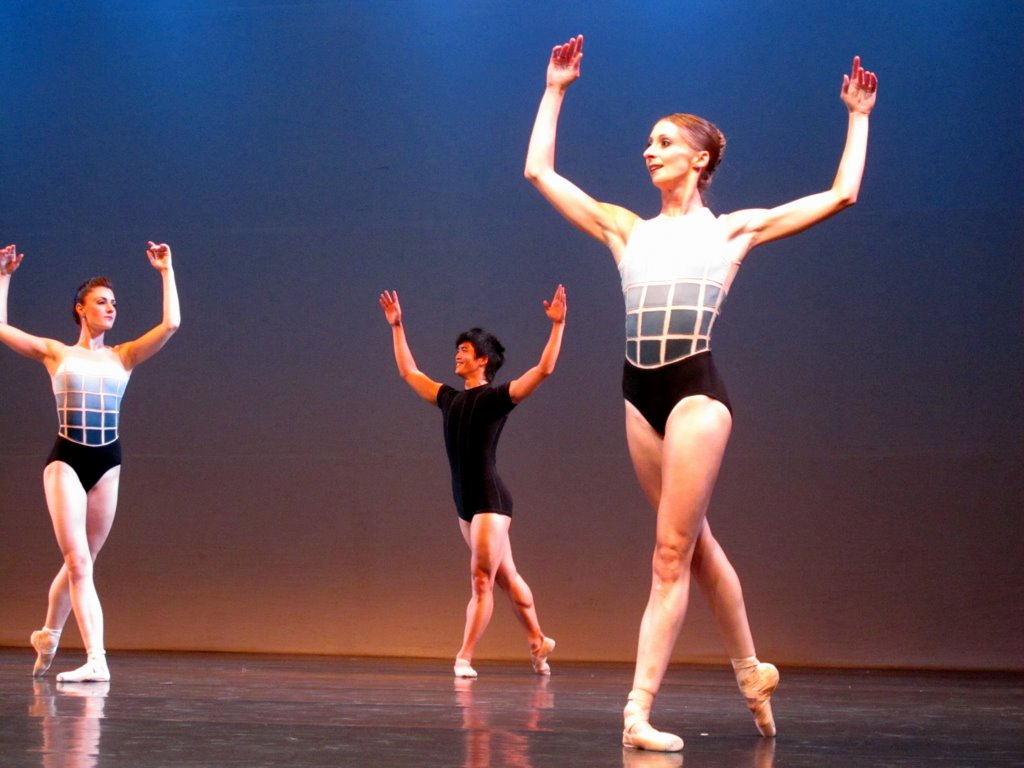
من اليسار إلى اليمين: أماندا قريين، يوسوكي مينو و فانيسا لوسون.

تأسست في عام 1939 باسم «نادي باليه وينيبيغ» لجوينيث لويد وبيتي فاراللي. تم تغيير الاسم إلى «وينيبيغ باليه» في عام 1941 وبدأت الشركة بجولة في كندا في عام 1945. في عام 1948، بمبادرة من وينيبيغ باليه، تم تشكيل مهرجان الباليه الكندي.
تم منح اللقب الملكي لوينيبيغ باليه في عام 1953، منحت لأول مرة في عهد الملكة إليزابيث الثانية. أكملت جولتها الأمريكية الأولى في عام 1954. في يونيو من ذلك العام، دمر الحريق مبنى الشركة تم تدمير مخزون الشركة بالكامل من الأزياء والموسيقى الأصلية وعشرات الرقصات دمرت. شغل إيريك وايلد منصب مدير الموسيقى في الشركة من 1955 إلى 1962.
عززت الشركة سمعتها تحت الإدارة الفنية لأرنولد سبوهر المولود في ساسكاتشوان من 1958 إلى 1988. احتفظ سبوهر، الذي انضم إلى الشركة للمرة الأولى كراقص في عام 1945، خلال فترة رئاسته بتركيز قوي على تطوير المواهب الكندية، وفي الوقت نفسه الوقت، طور باليه وينيبيغ الملكي كشركة سياحية دولية، وشارك مع مصممي الرقص والراقصين من جميع أنحاء العالم لتوسيع الباليه.
خلفت سبوهر راقص رئيسي في وينبينغ هيني جوريان الذي كانت يعمل سابقًا مساعد مدير الباليه الوطني الهولندي رودي فان دانتزيج. توفي جوريان، في حادث سيارة في أبريل 1989. في عام 1990، أصبح جون ميهان من مسرح الباليه الأمريكي مخرجًا فنيًا لكنه غادر عام 1993 في أعقاب الصعوبات المالية المستمرة للشركة. تم اختيار وليام ويتنير، المدير الفني السابق لجريدة لي باليه جاز دي مونتريال، ليخلف ميهان..
تم تعيين أندريه لويس في عام 1996 كمدير فني. بدأ ارتباط لويس المستمر منذ عقود مع باليه وينيبيغ الملكي في عام 1975، عندما تم قبوله في القسم المهني في مدرسة باليه وينيبيغ الملكية. في عام 1979، ثم انضم إلى الشركة وادى دوره كراقص فيها حتى عام 1990. تشمل أدوار لويس: غونتر في كسارة البندق، ميركتيو في روميو وجولييت ، وجيمي بول في نشوة ريتا جو.
كانت الراقصة الأكثر ارتباطًا بـ باليه وينبينغ الملكي إيفلين هارت بالإضافة للعديد من الراقصين البارزين بما في ذلك ميخائيل باريشنيكوف. ولدت هارت في تورونتو، أونتاريو في عام 1956، وكان آول ظهور لها مع باليه وينبينغ في عام 1976. وفي عام 1980، حصلت على الميدالية البرونزية في حفلات الباليه العالمية في اليابان، والميدالية الذهبية في مسابقة فارنا الدولية للباليه حيث حصلت أيضًا على جائزة الإنجاز الفني الاستثنائي. مُنحت كلا الميداليتين عن أدائها لـ "Belong pas de deux"، التي أنشأها مصمم الرقصات المشهور دوليًا نوربرت فيساك كجزء من عمله «ما يجب فعله حتى يأتي المسيح». هارت حصلت على وسام كندا في عام 1983. غادرت باليه وينببينغ الملكي في عام 2005..
في عام 1992 أصبح غوينيث لويد، المؤسس المشارك للشركة، أول مستلم لجائزة الحاكم للفنون الأدائية عن الإنجاز الفني مدى الحياة. 
تنفق الشركة 20 أسبوعًا أو أكثر سنويًا على الطريق، حيث تقدم أكثر من 100 عرض سنويًا في كل من المراكز الكبيرة والصغيرة. تقوم الشركة أيضًا بتصنيع أربعة إنتاجات سنويًا في قاعة وينيبج للفنون المسرحية، وهي قاعة سينتينيال للحفلات الموسيقية.

## مدرسة باليه وينيبيغ الملكية

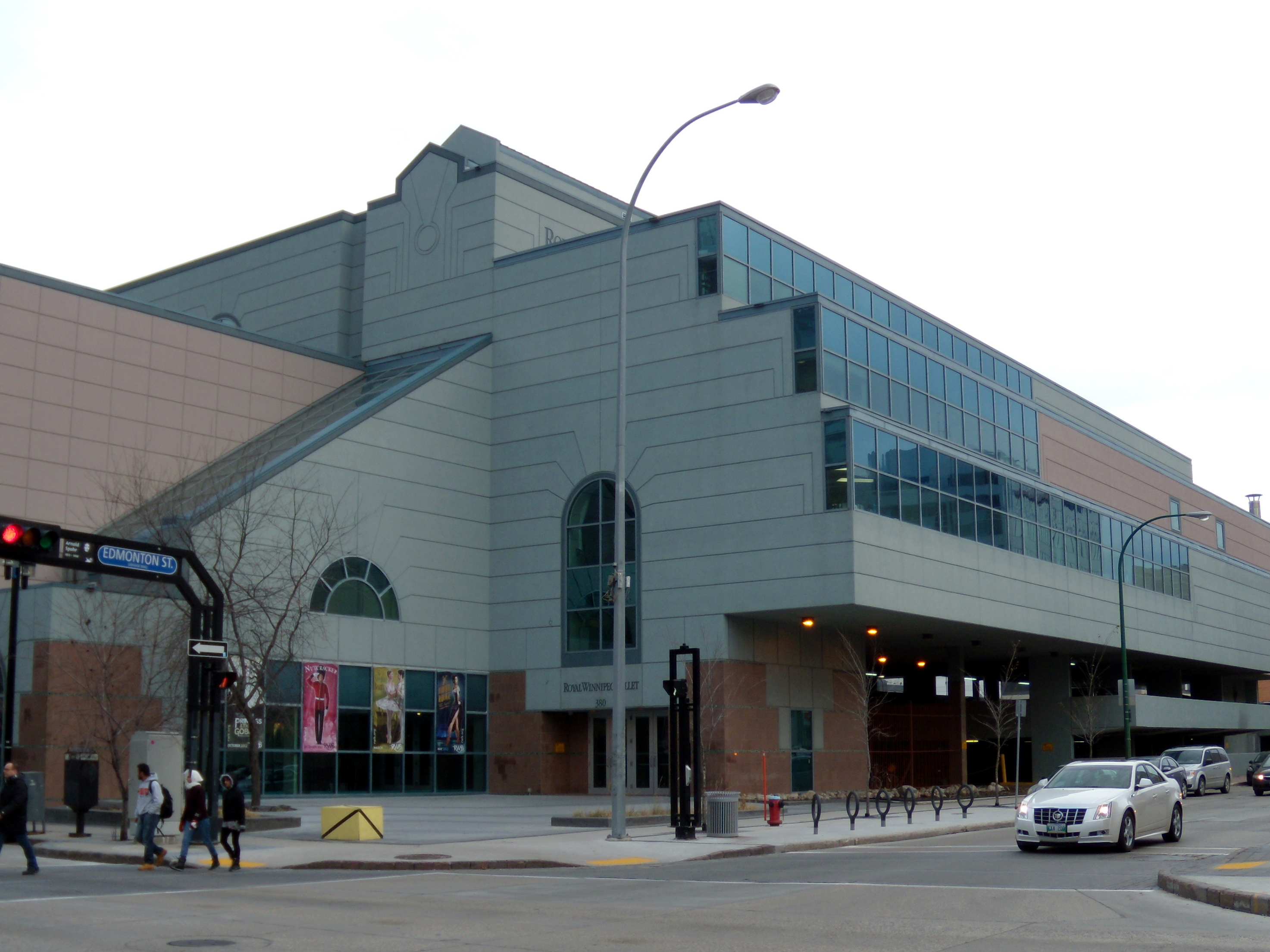
بناء باليه وينيبيغ الملكي، شارع غراهام.

تتكون مدرسة رويال وينيبيغ للباليه من قسمين: الترفيهي والمهني، وهي موطن لأكثر من 1500 طالب سنويًا. تم افتتاح المبنى الحالي في يناير عام 1988، ويضم 12 استوديوًا واسعًا يتميز بالأرضيات ومساحة أداء 224 مقعدًا.
يتميز القسم الترفيهي ببرنامج «فرقة الرقص» التنافسية للامتحان فقط للطلبة من المستوى العالي إلى الطلاب الكبار. تقدم المدرسة أيضًا برنامجًا تدريبيًا مكثفًا للطلاب الذين أظهروا قدراتهم وتفانيهم في التدريب المتخصص الأكثر كثافة في الباليه الكلاسيكي. في هذا البرنامج، يتم دعم العديد من فصول الباليه بفصول إضافية مثل مجموعات أداء الرقص بوانت. كما يتم إعداد الطلاب باستخدام طريقة "Cecchetti " لامتحانات الباليه الكلاسيكية.
واصل الخريجون وظائفهم في مسرح برودواي ورينبو ستيج، ومسرح ألفين آيلي للرقص الأمريكي، واستمروا في تعليمهم البرت باليه وغيرها. يعمل الطلاب عن كثب مع أعضاء هيئة تدريس مدرسة وينبينغ، بما في ذلك مصممو الرقصات الحائزين على جوائز، ويقومون بأعمال جديدة في المهرجانات والمسابقات. 

## تصميم الرقصات
في عام 2002، صور باليه وينيبيغ الملكي قصة دراكولا، الذي صممه مارك غودن، وتم تصويره في فيلم تلفزيوني بعنوان دراكولا: صفحات من يوميات فيرجن من إخراج جاي ماددين. تم إطلاق الفيلم في وقت لاحق في المسرح. أنشأ غودن، الذي أصبح أول مصمم رقص في باليه وينبينغ في عام 1991، العديد من الأعمال الرئيسية الأخرى للشركة، بما في ذلك: سيدة أوكس الفواكه . ظلام بيننا، استيقظ الراعي وغيرها.
تعد فرقة باليه وينبينغ الملكية الكندية أول مؤسسة تقدم إنتاجًا مسرحيًا أو رقصًا لأعمال ليونارد كوهين. 
في عام 2002، كلفت الفرقة المصمم الأمريكي فال كانيبارولي بأول رقص كامله طويله، بعنوان قصة ساندريلا. باستخدام موسيقى الملحن ريتشارد رودجر. «كانت القصة مألوفة، لكنها أصلية؛ تصميم الرقصات أنيق، ولكنه كلاسيكي، والموسيقى، وهي مزيج من أحدث صيحات موسيقى الجاز والدواسات، استنادا إلى موضوعات مؤلف موسيقي واحد. وهي حسناء الكرة».

## الراقصات
الراقصات في وينيبيغ الملكي الباليه 2015-2016 الموسم ما يلي:

### المدراء
| - ديمتري دوفجيلوسيليتس | - ليانغ شينغ | - صوفيا لي | - جو آن سوندرميير |  |

### العازفون المنفردون
| - يايوي بان | - يوسوكي مينو | - جوش رينولدز |  |

### العازفون المنفردين الثانويين
| - سارة ديفي*ألانا مكادي | - كوستيانتين كيشيف | - إيجور زدور | - إليزابيث لامونت |

### راقصي الباليه
| - كاتي بونيل*تياجو دوس سانتوس*ستيفان بوسين | - ليام كاينز*يوشيكو كاميكوسا*لوزبيرغ سانتانا | - تايلر كارفر*تشن ليو*مانامي تسوباي | - جيمي ديلو*سارة يونج*ريان فيتير |

### المتدربين
| - فيليب لاروش | - جيسي بيتري | - يو شي | - سايكا شيراي |

## وصلات خارجية
- الموقع الرسمي
- الملكي وينيبيغ الباليه في كندا الموسوعة
- نيويورك تايمز من Ruthanna بوريس قبل جاك أندرسون, 8 كانون الثاني / يناير 2007